# Aleksandr Verulidze
Bản mẫu:Eastern Slavic name
Aleksandr Lashayevich Verulidze (tiếng Nga: Александр Лашаевич Верулидзе; sinh ngày 25 tháng 9 năm 1996) là một cầu thủ bóng đá người Nga. Anh chơi ở vị trí tiền đạo hoặc tiền vệ tấn công cho Fakel Voronezh.

## Sự nghiệp câu lạc bộ
Anh ra mắt chuyên nghiệp tại Cúp quốc gia Nga cho FC SKA-Khabarovsk vào ngày 24 tháng 8 năm 2016 trong trận đấu với FC Sakhalin Yuzhno-Sakhalinsk.

## Đời sống cá nhân
Bố của anh Lasha Verulidze từng là trọng tài bóng đá ở Giải bóng đá Quốc gia Nga kể từ năm 2003.